# Kaoru Asano
Kaoru Asano (浅野 薫 Asano Kaoru?), född 19 maj 1973 i Kyoto prefektur, är en japansk tidigare fotbollsspelare.
Asano började sin karriär 1992 i Gamba Osaka. Han avslutade karriären 1995.